# Nick Eversman
Pour les articles homonymes, voir Eversmann.
Nick Eversman est un acteur américain né le 15 février 1986 à Madison spécialisé dans le film d'horreur de série B.

## Filmographie

### Cinéma
- 2009 : Innocent d'Aram Rappaport : Shane
- 2011 : Hellraiser: Revelations de Víctor García
- 2011 : Urban Explorer - Le sous-sol de l'horreur d'Andy Fetscher : Denis
- 2013 : Deep Dark Canyon d'Abe Levy et Silver Tree : Skylar Towne
- 2014 : A Reason de Dominique Schilling : Nathan Hilgrim
- 2014 : Get on Up de Tate Taylor : Mick Jagger
- 2014 : Wild de Jean-Marc Vallée : Richie
- 2014 : Victor de Brandon Dickerson : « Razor »
- 2015 : DUFF : Le faire-valoir d'Ari Sandel : Toby Tucker
- 2015 : Pretty Boy de Cameron Thrower : Sean James Collins (court métrage)

### Télévision
- 2010 : Ghost Whisperer : Mike Walker (saison 5, épisode 12)
- 2010 : Dr House : La symbolique des rêves : Nick (Saison 6 Épisode 16)
- 2012 : Missing : Au cœur du complot (Missing) : Michael Winstone
- 2015 : Marvel agents of SHIELD : Shane Hanson ( Saison 3 Épisode 4 )
- 2016 : Mother, May I Sleep with Danger? : Bob
- 2016 : Once Upon A Time : Liam Jones 2
- 2017 : When We Rise (mini-série TV) : Scott Rempel (3 épisodes)

## Distinctions
- 2015 : meilleur acteur dans un rôle principal pour Pretty Boy aux IndieFest Film Awards